# Louis Zurstrassen
Marie Luc William Louis baron Zurstrassen (Heusy, 24 augustus 1892 - Heusy, 8 oktober 1971) was een Belgisch senator en industrieel.

## Levensloop
Zurstrassen was een zoon van Marie Louis Pierre Victor Zurstrassen en Marie Pauline Victorine Renkin. Hij trouwde in 1919 in Parijs met de Française Marie-Josèphe Le Bon de Lapointe (1892-1966), uit welk huwelijk vier kinderen werden geboren. Hij was textielingenieur en industrieel.
Hij was oorlogsvrijwilliger in de Eerste Wereldoorlog en reservemajoor van de cavalerie. 
In 1914 werd hij opgenomen in de directie van het ouderlijk bedrijf Hauzeur-Gérard Fils. Hij werd verder:
- voorzitter van de Etablissements Betonville et Cie,
- bestuurder van de Société des Anciens Etablissements Le Peigné,
- voorzitter van Utexbel (groep Lagache),
- bestuurder van de Banque Lambert,
- bestuurder van de Cie d'Outremer pour l'Industrie et la Finance,
- voorzitter van de Fédération Patronale Textile (1934-1949)

In 1946 werd hij senator voor het arrondissement Verviers voor de PSC en vervulde dit mandaat tot in 1961. Nadien trad hij toe tot de Parti pour la Liberté et du Progrès (PLP).
In 1955 werd hij opgenomen in de erfelijke Belgische adel, met de bij eerstgeboorte overdraagbare titel van baron. Hij was drager van verschillende onderscheidingen.

## Publicaties
- Un industriel au Parlement, in: La Revue générale belge, 07/1959.
- La bourgeoisie devant la politique, in: La Revue générale belge, 08/1961.